# Comuna Opan, Stara Zagora
Opan (în bulgară Опан) este o comună în regiunea Stara Zagora, Bulgaria, formată din 13 sate. 

## Localități componente

### Sate
| - Baștino - Beal Izvor - Bealo Pole - Iastrebovo - Kneajevsko | - Kravino - Opan - Păstren - Sredeț | - Stoletovo - Trakia - Vasil Levski - Veneț |

## Demografie
Componența etnică a comunei Opan
     Romi (2,44%)
     Bulgari (82,81%)
     Nicio identificare (14,5%)
     Altele (0,4%)
La recensământul din 2011, populația comunei Opan era de 2.950 locuitori. Din punct de vedere etnic, majoritatea locuitorilor (82,81%) erau bulgari, cu o minoritate de romi (2,44%). Pentru 14,5% din locuitori nu este cunoscută apartenența etnică.